# Caulfield North
Caulfield North är en stadsdel i Melbourne i Australien. Den ligger i delstaten Victoria och sydöstra delen av centrala Melbourne.
Caulfield North hade 15 269 invånare vid folkräkningen 2016.